# أقني قغران
أقني قغران إحدى بلديات دائرة واضية التابعة لولاية تيزي وزو.

## أعلام
- سليمان عازم

## مواضيع ذات صلة
- بلديات ولاية تيزي وزو
- دوائر ولاية تيزي وزو